# 中华原镖水蚤
中华原镖水蚤（学名：Eodiaptomus sinensis）为镖水蚤科原镖水蚤属的动物，是中国的特有物种。分布于江西、湖北、江苏、上海等地，常生活于湖泊的沿岸带和敞水带及江河和鱼池中。
其种加词“sinensis”意为“中华的”。